# MAN Lion’s Classic G
MAN Lion’s Classic G – przegubowy autobus miejski, produkowany w latach 2000-2005 przez niemiecką firmę MAN AG.
Do 2004 roku pojazdy nosiły oznaczenia SG 263 oraz SG 313 (odpowiednio wersje z silnikami o mocy 260 i 310 KM).